# Microplitis ocellatae
Microplitis ocellatae är en stekelart som först beskrevs av Bouche 1834.  Microplitis ocellatae ingår i släktet Microplitis och familjen bracksteklar. Arten är reproducerande i Sverige. Inga underarter finns listade i Catalogue of Life.